# Passalora bataticola
Passalora bataticola är en svampart som först beskrevs av Cif. & Bruner, och fick sitt nu gällande namn av U. Braun & Crous 2003. Passalora bataticola ingår i släktet Passalora och familjen Mycosphaerellaceae.   Inga underarter finns listade i Catalogue of Life.